# Dive (álbum)
Dive (en español: Sumergida) es el cuarto álbum de estudio de la soprano británica Sarah Brightman. Fue su primera colaboración con el productor Frank Peterson y marcó el momento de salida de próximos proyectos operísticos.

## Lista de canciones
| Lista de canciones - Edición oficial para el mundo |                             |                                                   |          |  |
| N.º                                                | Título                      | Escritor(es)                                      | Duración |  |
| 1.                                                 | «Dive»                      | Frank Peterson                                    | 0:54     |  |
| 2.                                                 | «Captain Nemo»              | Erik Holmberg, Chris Lancelot                     | 5:16     |  |
| 3.                                                 | «The Second Element»        | Thomas Schwarz, Peterson, Mathias Meissner, Weiss | 4:14     |  |
| 4.                                                 | «Ship of Fools»             | Peterson, Andrews                                 | 2:23     |  |
| 5.                                                 | «Once in a Lifetime»        | Peterson, Schwarz, Meissner, Brightman            | 4:21     |  |
| 6.                                                 | «Cape Horn»                 | Peterson, Wehr                                    | 0:49     |  |
| 7.                                                 | «A Salty Dog»               | Gary Brooker, Keith Reid                          | 3:49     |  |
| 8.                                                 | «Siren»                     | Frank Peterson                                    | 1:14     |  |
| 9.                                                 | «Seven Seas»                | Peterson, Andrews                                 | 4:09     |  |
| 10.                                                | «Johnny Wanna Live»         | Peterson, Michael Cretu, Hirschburger             | 4:40     |  |
| 11.                                                | «By Now»                    | Schwarz, Meissner, Peterson, Brightman            | 3:22     |  |
| 12.                                                | «Island»                    | Peterson, Andrews                                 | 4:22     |  |
| 13.                                                | «When It Rains in America»  | Schwarz, Meissner, Peterson, Brightman            | 3:42     |  |
| 14.                                                | «La Mer»                    | Peterson, Brightman                               | 3:33     |  |
| 15.                                                | «The Second Element, Pt. 2» | Peterson, Schwarz, Meissner, Pirs                 | 4:49     |  |
| 51:41                                              |                             |                                                   |          |  |